# Saint George (serial telewizyjny)
Saint George (serial telewizyjny) –  komediowy amerykański, serial telewizyjny wyprodukowany przez 3 Arts Entertainment, Lionsgate Television,  Travieso Productions oraz Wind Dancer Films
Pomysłodawcami serialu są George Lopez, David McFadzean i Matt Williams. Serial jest emitowany od 6 marca 2014 roku przez stację  FX

## Fabuła
Serial opowiada chaotyczne życiu meksykanina, George Lopeza, który niedawno się rozwiódł. Teraz musi poukładać swoje życie od nowa z byłą amerykańska żoną i 11 letnim synem.

## Obsada
- George Lopez jako George Lopez[2]
- Jenn Lyon jako Mackenzie Bradford-Lopez
- Olga Merediz jako Alma Lopez
- Kaden Gibson jako Harper Antonio Bradford-Lopez
- David Zayas jako Junior[3]
- Danny Trejo jako Tio Danny[4]

## Role drugoplanowe
- Diana-Maria Riva jako Concepcion
- Joey Pollari jako Tanner Whitman
- Tobit Raphaell jako Walden Penfield[5]

## Odcinki
| Sezon | Sezon | Odcinki | Oryginalna emisja | Oryginalna emisja | Oryginalna emisja | Oryginalna emisja | Oryginalna emisja |
| Sezon | Sezon | Odcinki | Premiera sezonu   | Finał sezonu      | Premiera sezonu   | Finał sezonu      |                   |
| ----- | ----- | ------- | ----------------- | ----------------- | ----------------- | ----------------- | ----------------- |
|       | 1     | 10      | 6 marca 2014      | 8 maja 2014       | brak danych       | brak danych       |                   |

### Sezon 1 (2014)
| Nr | #  | Tytuł                      | Reżyseria     | Scenariusz                                 | Premiera FX      | Premiera |
| -- | -- | -------------------------- | ------------- | ------------------------------------------ | ---------------- | -------- |
| 1  | 1  | Won't Get Fooled Again     | Joe Regalbuto | George Lopez David McFadzean Matt Williams | 6 marca 2014     |          |
| 2  | 2  | I Wish                     | Bob Koherr    | Spencer Porter                             | 13 marca 2014    |          |
| 3  | 3  | Why Can't We Be Friends?   | Bob Koherr    | George Lopez David McFadzean Matt Williams | 20 marca 2014    |          |
| 4  | 4  | Having My Baby             | Bob Koherr    | Denise Moss                                | 27 marca 2014    |          |
| 5  | 5  | Superstition               | Bob Koherr    | Linda Videtti Figueiredo                   | 3 kwietnia 2014  |          |
| 6  | 6  | Carry On Wayward Son       | Joe Regalbuto | Jeff Stilson                               | 10 kwietnia 2014 |          |
| 7  | 7  | Hit Me With Your Best Shot | Joe Regalbuto | Michael Davidoff Bill Rosenthal            | 17 kwietnia 2014 |          |
| 8  | 8  | Hot Blooded                | Joe Regalbuto | Rick Marin                                 | 24 kwietnia 2014 |          |
| 9  | 9  | School's Out               | Joe Regalbuto | Ian Gurvitz                                | 1 maja 2014      |          |
| 10 | 10 | Rich Girl                  | Joe Regalbuto | Michael Davidoff Bill Rosenthal            | 8 maja 2014      |          |